# Don Martindale
Don Albert Martindale  (Marinette 9 de fevereiro de 1915 — Ramsey 10 de agosto de 1995) foi um sociólogo americano.

## Biografia
Don Martindale foi o primeiro dos nove filhos de Don L. e Elsie Martindale. Nasceu prematuro e sem cuidados hospitalares, mas sobreviveu. Trabalhou como lavrador até completar o ensino médio e ganhou o certificado de professor após um ano de escola normal.
Na Universidade de Wisconsin ele se formou com mérito e começou seu mestrado, interrompido pela Segunda Guerra Mundial, em humanidades clássicas e filosofia em 1940. Em 1943, no exército, ele se casou com Edith, que conheceu na Universidade de Wisconsin, onde ela trabalhava como enfermeira. Concluiu o doutorado em sociologia em 1948.
Foi um escritor de grande prestígio no começo dos anos 60, quando escreveu várias obras importantes: American society (1960), American social structure (1960), The nature and types of sociological theory (1960) e Social life and cultural change (1962).
Em 1965 atuou como editor especial da American Academy of Political and Social Science. Dois anos depois, foi nomeado editor especial da American Academy of Political and Social Science.